# 泰昌號事件
泰昌号船难事件是发生在2001年10月8日在韩国丽水海域一起25名中国偷渡客死亡后被非法弃尸的惨案，死者全是汉族男性。

## 事件过程
2001年10月1日，来自黑龙江、福建与吉林三省的60名中国偷渡者从浙江省宁波市离开，打算前往韩国展开新的生活。偷渡者们在济州岛以南的公海上等待了5日后，搭上了「泰昌号」渔船。
泰昌号是一艘70吨级的鮟鱇网渔船，内设5个鱼舱、两个网舱和一个水罐舱， 泰昌号在9月29日从丽水市凤山渔港出发，船上包括船長和船员共有9名作业人员。10月7日晚上，泰昌号一如既往在公海上进行捕捞作业，随后船员发现海上出现一艏中国渔船，泰昌号船长李判根命令关掉灯光后开始与之接触。
两艏渔船接触后，船上的中国偷渡者们一跃跳上了泰昌号引发一片混乱，船员们感到惊慌失措不知发现何事。船长李判根之后把船员叫到寝室后，说会给每人100万韩币并告知来龙去脉；船长李判根被人蛇集团委托把偷渡者偷运到韩国丽水，船员们深怕生命危险都不敢提出异议。
7日上午10时左右，泰昌号到达韩国莞岛郡丽瑞岛西南方12海里处时，船长下达了“进入鱼舱”的指示。偷渡者们分成两批人，其中35人进入比较宽敞的船后面水罐舱的水箱里，跟在后边的其他25人则进了后船头左舷的渔具仓库。船上网舱高3米，10米平方，只有一个出入口而没有通风口。偷渡者进入之后出口处堆满了重重的网绳作为伪装，之后舱门因不明原因锁死，使空气不能进入网舱。
经过3个小时，时间来到下午1点左右， 其中一名船员崔今烈为了值勤来到驾驶室，发现另一群偷渡者躲藏的渔具仓库裡没动静，便和另一名船员一起打开渔具仓库的盖子，发现里面的26名偷渡客全部死亡，死因是窒息。船员们紧急把渔具仓库裡的25名偷渡客抬到甲板上，并进行了十多分钟的人工呼吸抢救，但已无济于事。藏在水箱的35人因为水箱内有水箱盖可以通风，后来也有人送上饮用水，让他们解渴，才使藏在那里的35人幸免于难。
船长李判根等人，将活着的35名幸存者于8日凌晨3时30分左右交由另一艘渔船运送到丽水市大镜岛，随后船员们又返回大海作业。幸免于难的偷渡客在丽水港登陆后四处逃散，有2人到附近民宅找东西吃时，被当地居民发现并被举报，两个小时之后就被警方抓获。其余32人也在当日下午4时许全部落在警察手中，随后他们移交给法务部出入境管理事务所等待被遣送回国。船长李判根等人随后把25具尸体一个一个地全部扔向大海，然后返回小岛，结果被正在调查偷渡者的韩国海警抓个正著。

## 调查处理

### 韩国方面
丽水海洋警察署于10月12日紧急逮捕了涉嫌策划偷渡、违反出入境管理法的柳某嫌疑犯。据韩国警方披露，柳某涉嫌9月12日晚9点30分左右，在丽水市某办公室约见「泰昌号」船长李判根。柳某先付500万韩元定金，委托李判根在海上接偷渡人，并告诉李判根在公海与中国渔船接头的方法，并交给了夜间信号器等设备。韩国警方顺藤摸瓜，查明柳某于9月初受到该事件总策划人、今年53岁的韩国人蛇集团主谋吕四久，查出吕四久物色海上运输人的委托而接近李判根，并约定如果偷运60人成功入境，就交付3000万韩元的事实。
李判根等人向警方陈述说，最初吕久四只是表示从中国走私黄花鱼就可得100万韩元才答应委托，结果运到的不是鱼是人，李判根立刻和吕久四讨价还价，最终上升到3000万韩元才妥协。偷渡者们最初坐在船头前，随着距韩国丽水越来越近，他们怕被人发现，就在7日午前10时左右，命令偷渡者们分别躲进了网舱和水罐舱。结果3个小时后就发生25人窒息身亡的惨剧。一名幸存者表示，他当时隐约听到隔壁舱有敲打的声音似在呼救，可能因为风大浪高引擎声太响，船员们没有听到。事故发生之后，泰昌号船长李判根用手机和吕四久联系，问他如何处置那些尸体，吕四久用手机指示把死者全部水葬以毁尸灭迹。
为此，韩国海警一边追查吕四久等国内偷渡组织，一边根据船员们的口供，紧急向抛尸地点派遣5艘舰艇进行打捞工作，在两日后确认23名遗体身份，有两名遗体无法确认，之后所有遗体由中国驻韩大使馆协调送返回国。

### 中国方面
中国警方在事件发生后积极与韩方合作调查，中国警方随后拘捕福建水产养殖业的尹相龙、黄花根等涉案人调查，之后从10月14日至25日，中国警方在吉林、辽宁、福建和浙江等地再拘捕16名涉案嫌疑人员。此案涉及中韩两国及43名中外人士，共有27人已被中韩警方抓获，另有数人潜逃。

## 判决

### 韩国方面
韩国光州地方法院对25名中国人偷渡途中窒息死亡并被抛尸大海的事件作出宣判；渔船「泰昌号」船长李判根（43岁）和偷渡中介人吕某（48岁）分别被处以有期徒刑2年6个月。泰昌号上的9名船员中的2名分别以尸体遗弃罪被判10个月和8个月的有期徒刑，其余7名船员被判有期徒刑1年，缓期2年执行。

### 中国方面
浙江省宁波市中级人民法院对尹相龙、黄花根等涉案人员判决； 判处尹相龙有期徒刑9年；黄花根有期徒刑7年；金凤先、薛学文有期徒刑8年。同案其他11名被告人也分别被判处4年至6个月有期徒刑，并处罚金2~3万元不等。对于偷渡者等32人以偷越国境案作出判决，全部人被判处有期徒刑1年至6个月，并处罚金。

## 回响
韩国政府对于发生有25名中国偷渡客的尸体从一艘韩国渔船上被抛下海的事件，向中国表示抱歉。韩国政府发言人发表声明说：“这是违反人道和无人性的罪行。我们对死者家属表达诚挚的慰问，并会采取行动惩罚那些需要负责任的人。”
中国政府方面表示强烈的愤慨和谴责，表示严厉反对任何形式的偷渡活动。中方要求韩方能予以积极配合，彻底调查此案，对组织偷渡的犯罪分子严惩不怠，并妥善处理相关善后事宜。